# Charles Panzéra
Charles Auguste Louis Panzéra (ur. 16 lutego 1896 w Genewie, zm. 6 czerwca 1976 w Paryżu) – francuski śpiewak operowy (baryton) i pedagog muzyczny pochodzenia szwajcarskiego.

## Życiorys
Ukończył studia w Konserwatorium Paryskim. Na scenie zadebiutował w 1919 roku w paryskiej Opéra-Comique jako Albert w Wertherze Masseneta. Zasłynął jako odtwórca głównej roli w Peleasie i Melisandzie Debussy’ego. Uczestniczył w prawykonaniach oper Alfreda Bruneau Le roi Candaule (1920), Georges’a Hüe Dans l’ombre de la cathédrale (1921) i Arthura Honeggera Amphion (1931). Występował też jako artysta estradowy z repertuarem pieśniarskim, był pierwszym wykonawcą zadedykowanego mu cyklu L’horizon chimérique Gabriela Faurégo. Koncertował w Europie i Stanach Zjednoczonych. Na fortepianie często akompaniowała mu żona, Madeleine Panzéra-Baillot. Od 1951 do 1966 roku wykładał w Konserwatorium Paryskim.
Opublikował prace L’Art de chanter (Paryż 1945), L’Amour de chanter (Paryż 1957), L’Art vocal: 30 leçons de chant (Paryż 1959) i Votre voix: Directives génerales (Paryż 1967).